# Rujanski mučenici
Rujanski mučenici (fra. Saints Martyrs de Septembre, Bienheureux Martyrs des Carmes) su kršćanski mučenici. Primjer su odanosti vjeri Katoličke crkve.
Među brojnim žrtvama progutanim Francuskom revolucijom tijekom rujanskih pokolja ova se skupina žrtava naročito ističe. 2. i 3. rujna 1792. u Parizu revolucionarna svjetina pobila je 191 svećenika, redovnika i laika: trojica biskupa, 127 sekularnih svećenika, 56 redovniha i redovnica i petorica laika. Bili su osuđeni na smrt zato što nisu prihvatili tzv. Građanski ustav o svećenstvu (fra. Constitution civile du clergé) protiv kojeg se izjasnio papa Pio VI. i prije nego što ju je izglasovala skupština. Svećenici su stradali zato što su bili poslušni papi. Postali su mučenici za vjeru Katoličke crkve i zbog vjernosti ovim pokladima vjere. Jedan je povjesničar zabilježio da je razlog prestanka ubijanja bio fizički umor krvnika i ograničenost resursa za ubijanje, tj. u zatvorima više nije bilo dovoljno sprava za ubijanje.
Mučenici su ubijeni na mjestu gdje je tada bio samostan bosonogih karmelićana. Na mjestu bivšega karmelićanskoga samostana danas je poznati Katolički institut, Institut Catholique de Paris.
Mučenike je beatificirao papa Pio XI. listopada 1926. godine. Spomendan je u rimokatoličkom kalendaru je 2. rujna.